# Arielle Palermo
Arielle Palermo, född 9 november 2000 är en volleybollspelare (libero).
Palermo studerade vid Queen's University där hon spelade med deras lag Queen's Golden Gaels. Därefter spelade hon i Portugal med Clube Kairos. Hon har spelat med Kanadas landslag och deltog vid VM 2022.